# Transport kolejowy w Bangladeszu

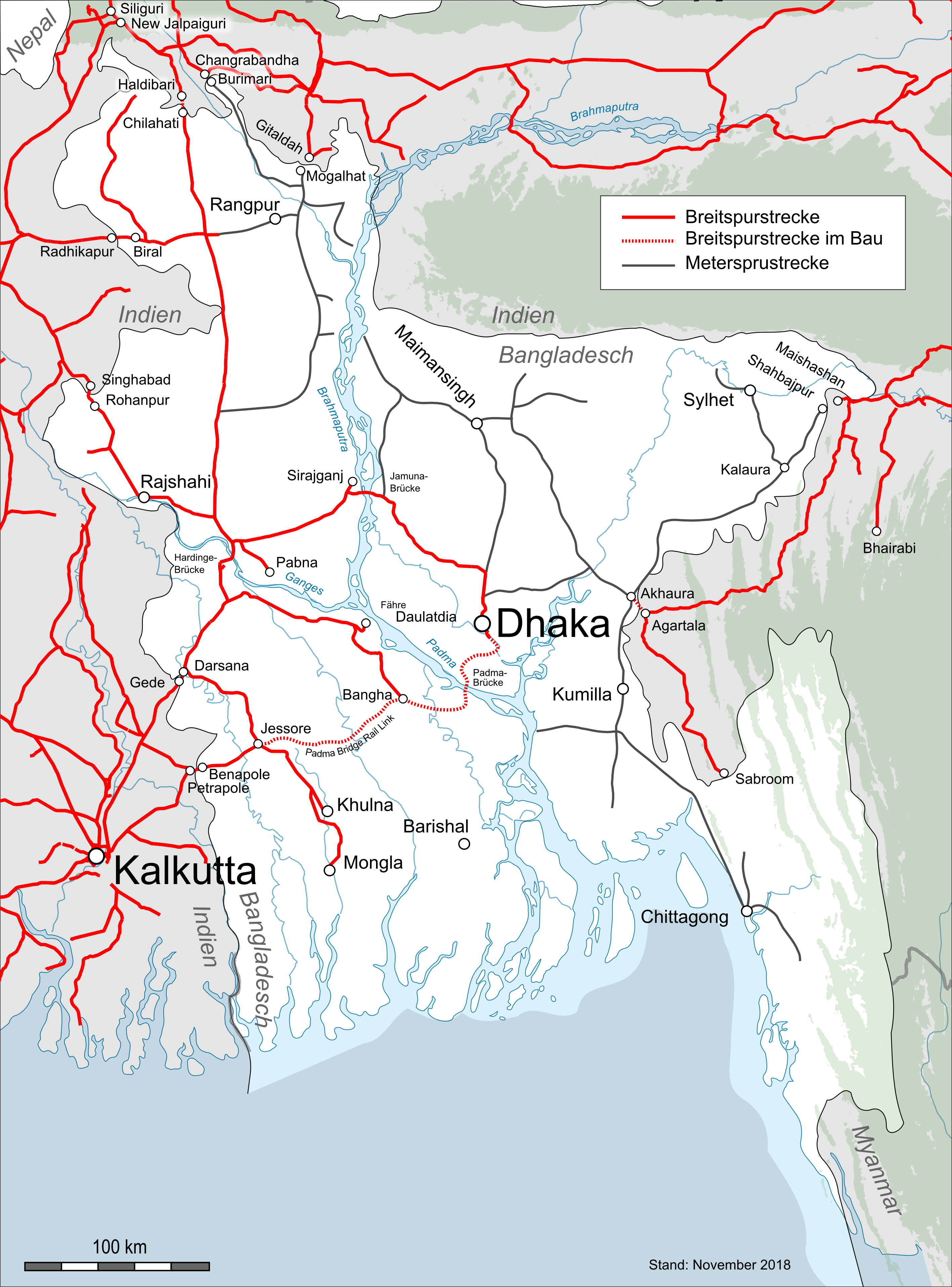
Mapa bangladeskiej sieci kolejowej. Na czerwono linie szerokotorowe (1676 mm), na czarno linie metrowe (1000 mm).

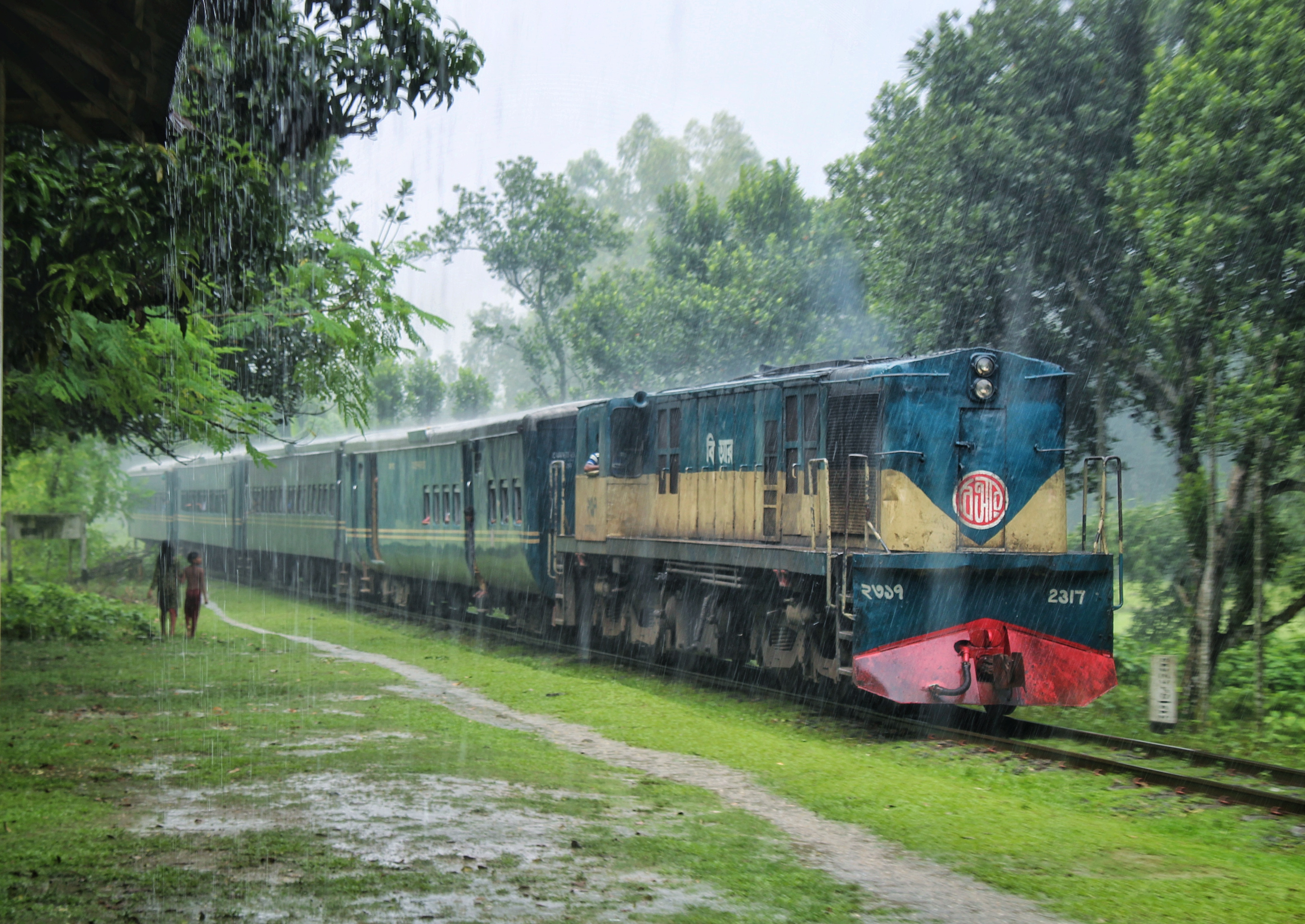
Bangladeski pociąg pasażerski

Transport kolejowy w Bangladeszu – system transportu kolejowego działający na terenie Bangladeszu.
W Bangladeszu istnieje 2460 km linii kolejowych, z czego 1801 km ma rozstaw metrowy, a 659 km linii ma rozstaw indyjski (szeroki, 1676 mm). Wszystkie linie są niezelektryfikowane.
Narodowy przewoźnik to Koleje Bangladeszu (Bangladesh Railways).